# Elaris
Elaris est une société automobile allemande fondée en 2020 à Grünstadt en Rhénanie-Palatinat spécialisée dans la commercialisation de véhicules électriques chinois.

## Histoire
Elaris a été fondée en 2020 dans la ville de Grünstadt, avec l'annonce de deux premiers modèles, la microcitadine Finn (basée sur la Dorcen E20) et le SUV compact Leo (basé sur le Dorcen G60S) lancés en mai 2021,,. Plus tard ce mois-là, le SUV de taille moyenne basé sur le Skyworth EV6, nommé Beo, a été annoncé,. En juin, une microcitadine basée sur la Zhidou D2 a été dévoilée, alors appelé Elaris Zhidou, qui a ensuite été nommé Elaris Pio en août.

## Modèles
- Beo (depuis 2021), un SUV électrique de taille moyenne basé sur le Skyworth EV6
- Finn (depuis 2021), une microcitadine électrique basée sur la Dorcen E20
- Leo (à venir), un SUV compact électrique basé sur le Dorcen G60S
- Pio (depuis 2021), une microcitadine électrique basée sur la Zhidou D2

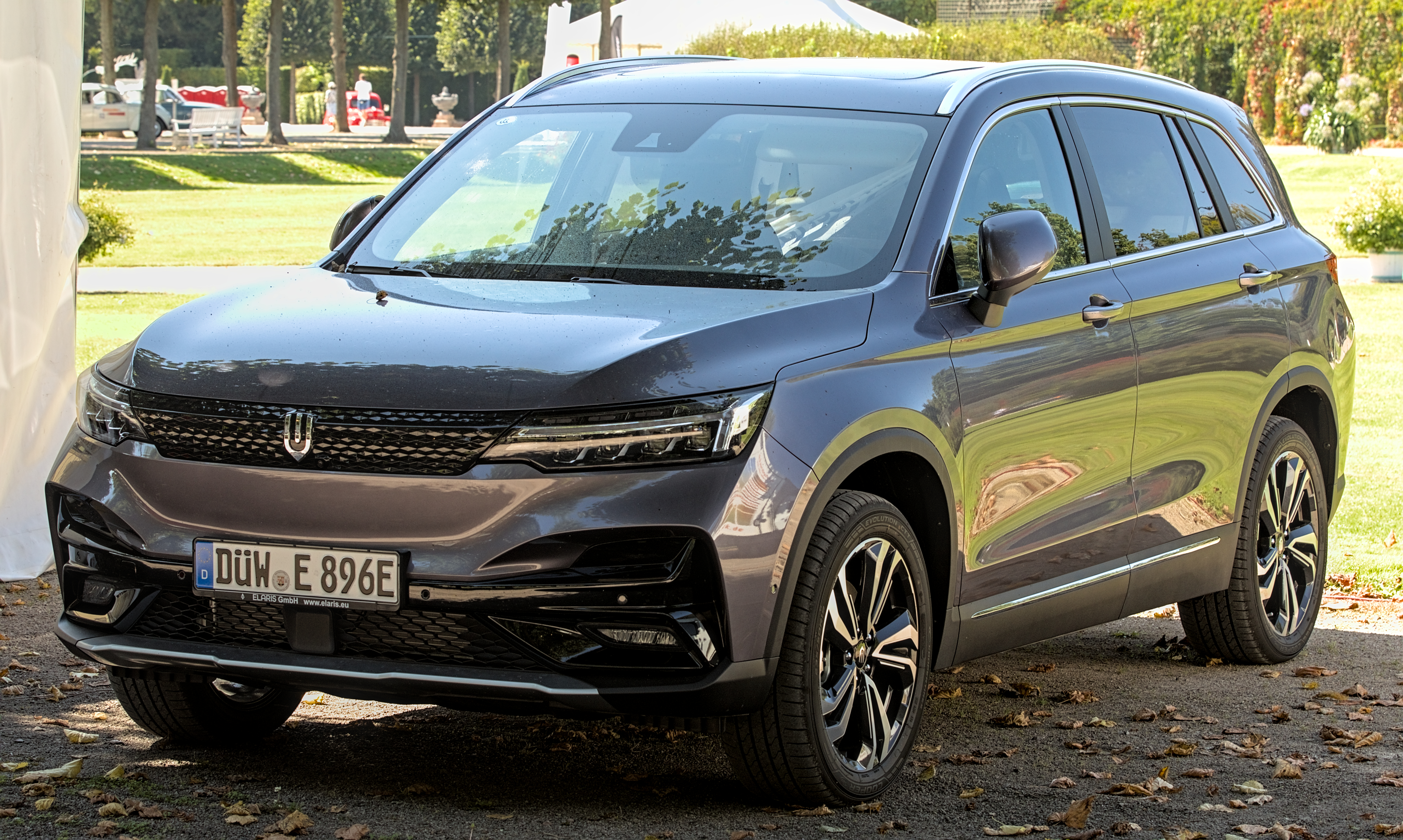
Elaris Beo
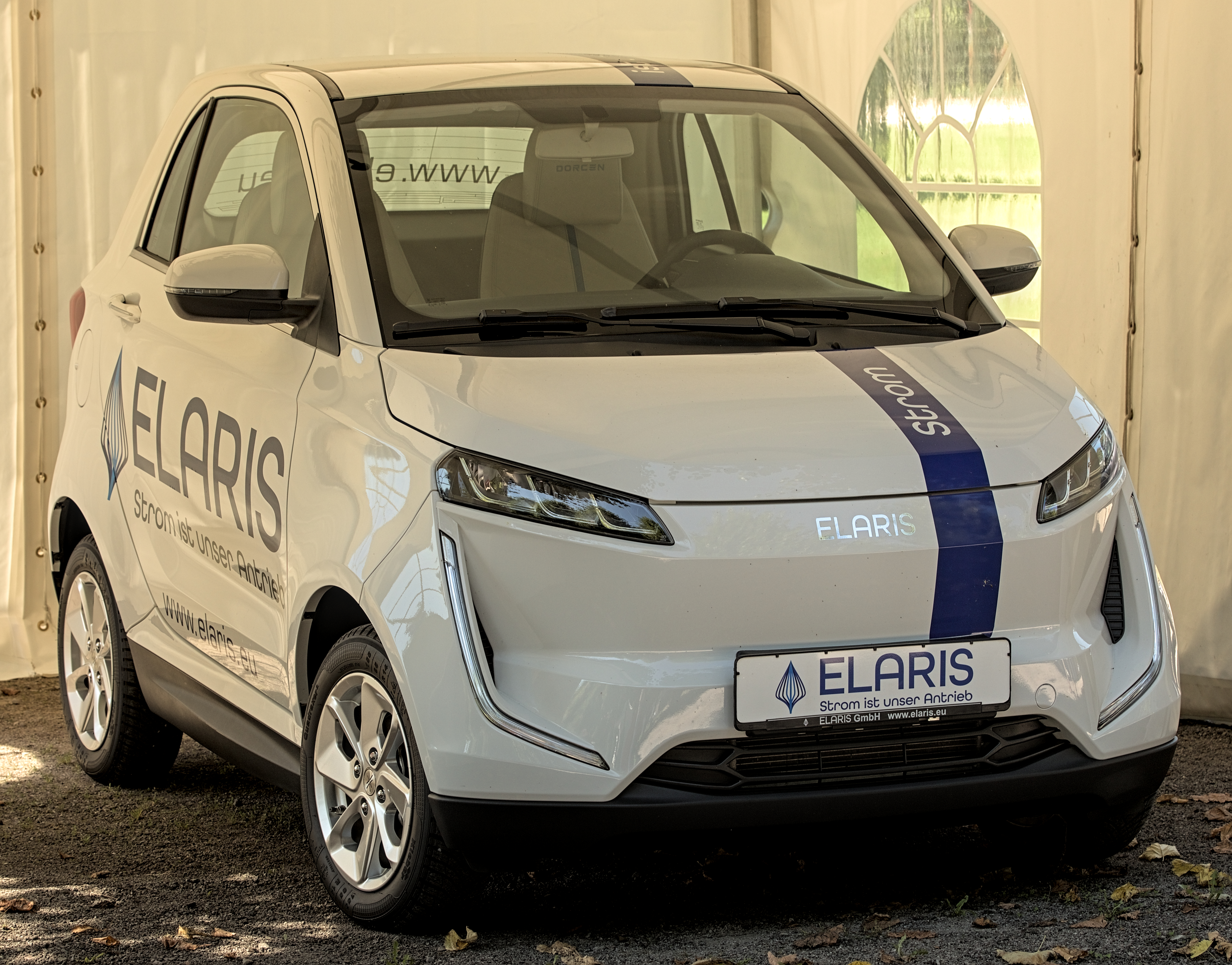
Elaris Finn
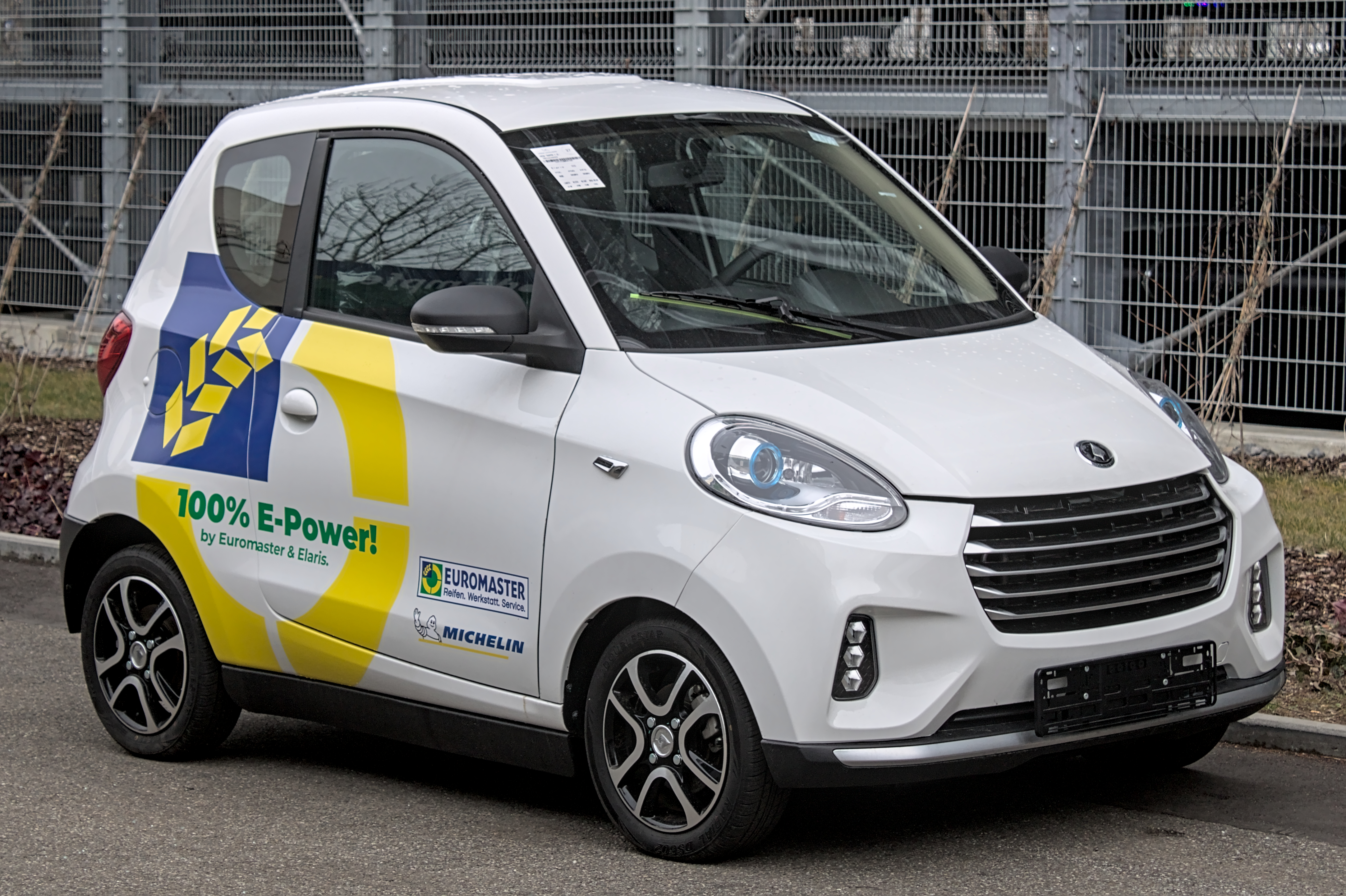
Elaris Pio